# Лъжльото
„Лъжльото“ (на английски: Liar Liar) e американски игрален филм (комедия, фентъзи) от 1997 година на режисьора Том Шадиак, по сценарий на Пол Гией и Стивън Мазур и в главната роля участва Джим Кери, който е номиниран за Златен глобус за най-добър актьор в мюзикъл или комедия. Филмът излиза на екран от 18 март 1997 г. в Холивуд и на 21 март 1997 г. в САЩ.

## В България
В България филмът е излъчен през 2009 г. по Нова Телевизия с български войсоувър дублаж на „Арс Диджитал Студио“. Екипът се състои от:
| Озвучаващи артисти  | Силвия Русинова Анна Петрова Иван Танев Васил Бинев Светозар Кокаланов |
| Преводач            | Лидия Иванова                                                          |
| Тонрежисьор         | Борис Драганов                                                         |
| Режисьор на дублажа | Ралица Ботева                                                          |